# Gerardo Boto Varela
Gerardo Boto Varela (León, 1967) es profesor de Historia del Arte Medieval de la Universidad de Gerona desde 1995, y descubridor del valor histórico del Claustro del Cortijo del Viento de Palamós, y de su origen en el País Leonés.

## Biografía
Doctor en Historia del Arte (Universidad Autónoma de Barcelona, 1998. Tesis: Galería castellana de monstruos románicos la ""formosa deformitas"" en el claustro de Silos y su difusión en la escultura peninsular), fue coordinador de historia del arte de la Universidad de Gerona entre febrero de 2004 y el marzo del 2009. También ha sido miembro del comité científico de las revistas Medievalista y Suma, y editor científico de la Studium Medievale y de la Codex Aquilarensis. Es codirector de los Colloquia anuales Studium Medievale y responsable del proyecto de investigación Morfogènesis y organización funcional de los espacios eclesiásticos en Plena Edad Media hispánica.

## Publicaciones[9]

### Libros
- Boto Varela, Gerardo Reino de León (910-1230). Hombres, mujeres, poderes e ideas.,. León (ESP): Edilesa, 2010.[10]
- Boto, G. (ed.) Imágenes medievales de culto. Tallas de la colección El Conventet (texto en castellano e inglés),. Murcia (ESP): Consejería de Cultura de la Región de Murcia, 2010.
- Boto, G. (ed.) Imágenes medievales de culto. Tallas de la colección El Conventet (texto en catalán, castellano e inglés),. Girona (ESP): Fundación Caja de Girona, 2009.
- Boto, G. (coord.) Los monasterios benedictinos en el antiguo condado de Besalú,. Premià de Mar (Barcelona) (ESP): Amigos de Besalú, 2009.
- Joaquín Alonso, José A. Balboa de Paz, Gerardo Boto Varela, Esperanza Fernández Martínez, Estanislao de Luis Calabuig, Fernando Llamazares, Marta Prieto Sarro, Francisco José Purroy Iraizoz, Margarita Torres Sevilla,  50 rutas de autor para redescubrir León, León (ESP): Diario de León, 2009.
- Boto Varela, Gerardo León Esencial. 50 obras maestras de tú tierra que debes conocer, León (ESP): Edilesa, 2008.
- Boto, G.(coord.) Reliquias y arquitectura monástica en Besalú. Perfiles históricos de la villa condal, Reliquias y arquitectura monástica en Besalú. Perfiles históricos de la villa condal. Girona (ESP): Besalú, 2006.
- Boto, G., Puente, J. L. La Virgen del Ando. 500 años de devoción, La Virgen del Ando. 500 años de devoción. León (ESP): Edilesa, 2005.
- Yarza, J.; Boto, G. (coordinadores) Claustros románicos hispanos, Joaquin Yarza Luaces, Gerardo Boto Varela (eds.). León (ESP): Edilesa, 2003.[11]
- Boto, G.  Ornamento sin delito. Los seres imaginarios del claustro de Silos y sus ecos en la escultura románica peninsular.,. Santo Domingo de Silos (ESP): Abadía de Santo Domingo de Silos, 2001.[12]
- Boto Varela, Gerardo La memoria perdida. La catedral de León (917-1255),. León (ESP): Diputación de León, 1995.